# Суроватиха (селище станції)
Суроватиха (рос. Суроватиха) — посёлок станции в Дальнеконстантиновському районі Нижньогородської області Російської Федерації.
Населення становить 4231 особу. Входить до складу муніципального утворення Суроватихинська сільрада.

## Історія
Від 2009 року входить до складу муніципального утворення Суроватихинська сільрада.

## Населення
| 2002 | 2010  |
| ---- | ----- |
| 4724 | ↘4231 |